# Rüdiger Overmans
Rüdiger Bertold Overmans (* 6. April 1954 in Düsseldorf) ist ein deutscher Offizier (Oberstleutnant a. D.), Wirtschaftswissenschaftler und Militärhistoriker.

## Leben
Overmans trat nach dem Abitur 1972 in die Bundeswehr ein und wurde zum Offizier des Truppendienstes der Fernmeldetruppe des Heeres ausgebildet. Er absolvierte zunächst an der Hochschule der Bundeswehr München von 1974 bis 1977 ein Studium der Wirtschafts- und Organisationswissenschaften, das er mit einer Diplomarbeit im Fach Wirtschaftsgeschichte (Diplom-Kaufmann) abschloss, ehe er 1982 wissenschaftlicher Mitarbeiter am Institut für Personal und Arbeit an der Hochschule der Bundeswehr Hamburg wurde und 1986 bei Michel Domsch im Fach Personalwesen mit der Dissertation Personalentwicklungsprogramme unter besonderer Berücksichtigung der Berufsförderung in der Bundeswehr zum Dr. rer. pol. promoviert wurde.
Von 1987 bis 2004 war er wissenschaftlicher Mitarbeiter am Militärgeschichtlichen Forschungsamt (MGFA) der Bundeswehr in Freiburg im Breisgau, später dann in Potsdam. 1996 wurde er bei Hans Fenske im Fach Neuere und Neueste Geschichte mit der Dissertation Deutsche militärische Verluste im Zweiten Weltkrieg an der Albert-Ludwigs-Universität Freiburg zum Dr. phil. promoviert. Diese Studie, 1999 im Münchner Oldenbourg Verlag erstmals, 2004 in dritter Auflage erschienen, gilt als Standardwerk. Overmans war von 1996 bis 2001 Lehrbeauftragter am Historischen Seminar der Universität Freiburg im Breisgau. Bis zu seiner Pensionierung 2004 hatte er den militärischen Dienstgrad eines Oberstleutnants erreicht.
Seit den 2000er Jahren arbeitet er als freiberuflicher Historiker, wissenschaftlicher Berater und Gutachter. Im Rahmen der entsprechenden Historikerkommission erstellte er ein Gutachten zur Zahl der Opfer bei den Bombenangriffen auf Dresden im Februar 1945. Rezensionen von ihm erschienen u. a. in der Frankfurter Allgemeinen Zeitung, der HPB und der Militärgeschichtlichen Zeitschrift. Außerdem veröffentlichte er im Historischen Lexikon Bayerns und wirkte an Fernseh- und Hörfunkproduktionen mit. Seine Forschungsschwerpunkte sind Zweiter Weltkrieg, Kriegsgefangenschaft und Flucht und Vertreibung.
Er gehört dem Arbeitskreis Militärgeschichte, dem Deutschen Historikerverband und der deutschen Sektion des Comité international d’histoire militaire an. Seit 2010 ist er Mitglied von L.I.S.A. – Das Wissenschaftsportal der Gerda Henkel Stiftung.
Overmans ist verheiratet und Vater von drei Kindern.

## Schriften (Auswahl)
Monographien
- mit Michel Domsch, Gernot Groehn: Offiziere am Arbeitsmarkt. Zu den Beschäftigungschancen von Offizieren/Diplom-Kaufleuten in der Privatwirtschaft (= Europäische Hochschulschriften / Reihe 5 / Volks- und Betriebswirtschaft. Bd. 561). Lang, Frankfurt am Main u. a. 1984, ISBN 3-8204-5392-X.
- Personalentwicklungsprogramme. Bewertung und Gestaltung von Programmen unter besonderer Berücksichtigung der Berufsförderung in der Bundeswehr (= Europäische Hochschulschriften / Reihe 5 / Volks- und Betriebswirtschaft. Bd. 767). Lang, Frankfurt am Main u. a. 1986, ISBN 3-8204-9421-9 (= zugl. Dissertation, Hochschule der Bundeswehr Hamburg, 1986).
- Deutsche militärische Verluste im Zweiten Weltkrieg (= Beiträge zur Militärgeschichte. Bd. 46). Oldenbourg, München 1999, ISBN 3-486-56332-7 (= zugl. Dissertation. Universität Freiburg im Breisgau, 1996).
- Soldaten hinter Stacheldraht. Deutsche Kriegsgefangene des Zweiten Weltkriegs. In Zusammenarbeit mit Ulrike Goeken-Haidl, Propyläen, Berlin u. a. 2000, ISBN 3-549-07121-3.

Herausgeberschaften
- In der Hand des Feindes. Kriegsgefangenschaft von der Antike bis zum Zweiten Weltkrieg. In Verbindung mit dem Arbeitskreis Militärgeschichte, Böhlau, Köln u. a. 1999, ISBN 3-412-14998-5.
- mit Günter Bischof: Kriegsgefangenschaft im Zweiten Weltkrieg. Eine vergleichende Perspektive. Höller, Ternitz-Pottschach 1999, ISBN 3-85226-078-7.
- mit Andreas Hilger und Pavel Polian:  Rotarmisten in deutscher Hand. Dokumente zu Gefangenschaft, Repatriierung und Rehabilitierung sowjetischer Soldaten des Zweiten Weltkrieges. Schöningh, Paderborn u. a. 2012, ISBN 978-3-506-76545-1.

Beiträge in Sammelbänden
- Die Kriegsgefangenenpolitik des Deutschen Reiches 1939 bis 1945. In: Die Deutsche Kriegsgesellschaft 1939–1945. Zweiter Halbband: Ausbeutung, Deutungen, Ausgrenzung. Im Auftrag des Militärgeschichtlichen Forschungsamtes herausgegeben von Jörg Echternkamp. Deutsche Verlagsanstalt, München 2005 (= Das Deutsche Reich und der Zweite Weltkrieg. Bd. 9/1-2), S. 729–875, ISBN 3-421-06528-4.
- Das Schicksal der deutschen Kriegsgefangenen des Zweiten Weltkriegs. In: Der Zusammenbruch des Deutschen Reiches 1945. Zweiter Halbband: Die Folgen des Zweiten Weltkrieges. Im Auftrag des Militärgeschichtlichen Forschungsamtes herausgegeben von Rolf-Dieter Müller. Deutsche Verlagsanstalt, München 2008 (= Das Deutsche Reich und der Zweite Weltkrieg. Bd. 10/1-2), ISBN 3-421-04338-8, S. 379–507.